# Parral
För andra betydelser, se Parral (olika betydelser).
Parral är en kommun, comuna, och ett samhälle, municipalidad, i Provinsen Linares, Chile.

## Historia
Parral grundades år 1795 av Perus guvernör, Ambrosio O'Higgins.  Samhället döptes ursprungligen till Villa Reina Luisa del Parral för att hedra kung Karl IV av Spaniens fru Maria Lovisa av Parma.
Parral är poeten Pablo Nerudas födelsestad. Han vann Nobelpriset i litteratur år 1971.

## Beskrivning
Parral ligger i provinsen Linares i regionen Maule, och är beläget 50 km söder om huvudorten Linares i provinsen, och 97 kilometer söder om Talca
Dess mest betydelsefulla flod är Perquilauquén, som även formar dess södra gräns.

## Demografi
Kommunen Parral är den näst mest befolkade i provinsen. Invånarna är fördelade på 70 % boende i samhällen och 30 % på landsbygden. 

## Attraktioner
Det finns många attraktioner i kommunen, bland annat:
- Termas de Catillo, varma källor 27 km öster om Parral, ca 320 m ö.h.;
- Fort Viejo, en arkeologisk lämning från tiden för den spanska erövringen (La Conquista);
- La Balsa, en park nära Anderna, med varma källor i området.